# 키노의 여행
《키노의 여행 -the Beautiful World-》(キノの旅 기노노타비[*])는 시구사와 케이이치가 쓴 소설로서, 일본에서는 전격 문고, 대한민국에는 NT 노벨로 출간되었으며 중국어로도 번역되었다. 2003년에 원작 소설을 기반으로 애니메이션(총 13화)과 비디오 게임이 제작되었고, 2005년에 극장판 애니메이션이 개봉되었다. 2012년 현재 16권까지 출판되었고, 매해 10월에 한 권씩 나오고 있다. 작가가 이 소설을 직접 패러디한 《학원 키노》도 5권까지 출판되었다.

## 세계관
키노의 여행에는 글 전체에 흐르는 어떠한 '스토리'가 존재하지 않는다. 단지, 키노의 여행에서 읽어 낼 수 있는 것은, 주인공들은 변하지 않는 '여행자'라는 존재라는 사실이다. 그리고 그들의 여행 앞에서 '나라'라는 모호한 개념이 제시되고, 이윽고 그가 지나치고 나면 그 나라는 다시 등장할 일이 없는 한, '존재하지 않게' 된다. 즉, 주인공들은 단지 흘러가는 여행자일 뿐이다.
그러나 2권 4화 '자유보도 국가'처럼 어느 나라에 들어가지 않은 채 진행되는 이야기도 존재한다. 특히 최근에는, 기존의 나라를 방문하는 스타일을 과감히 탈피하여, 여행자가 지나간 뒤의 이야기를 다루는 경우도 많이 생겼다.

## 등장인물
성우는 좌측은 애니메이션/게임판, 우측은 드라마CD판. 별도의 표시가 없는 한은 애니메이션판을 기준으로 한다.

### 주요 등장 인물
키노 (キノ, Kino)
성우 - 마에다 아이/히사카와 아야
시구사와 케이이치에 따르면, 이 이름은 독일어로 영화를 뜻하는 단어인 'die Kino'에서 차용되었다고 한다. 이 소설의 주인공으로서, 패스에이더 4단의 실력을 가지고 있으며, 동료인 에르메스와 함께 여러 나라들을 돌아다닌다. 원래 어른의 나라의 작은소녀였지만, 처음 '키노'를 이어 받게 된 후, '스승님'을 만나 패스에이더를 사사하게 된다. 냉정한 감정의 소유자. 처음 흘끗 보게 되면 남자처럼 여겨지지만, 사실은 여자이다. 옛 이름은 단지 '×××××'라고 알려져 있는데, 한국에서는 '카트라이아', 일본에서는 '사쿠라'가 아닐까 추측하고 있다.
에르메스 (エルメス, Hermes)
성우 - 아이가세 류지/노다 쥰코
말하는 오토바이. 모델은 브라우 슈페리어. 키노와 여러 가지 이야기를 나누면서 길동무로 지내게 된다.

### 레귤러 캐릭터
시즈 (シズ, Shizu)
성우 - 이리에 타카시
1권 4화의 콜로세움의 나라의 왕자. 나라를 망치고 있던 부왕을 죽이려고 키노와 대결하다, 대결을 통해 자신의 목적이 키노에 의해 이루어지자, 다시 방랑의 길을 걷는다. 키노와는 대조적으로 나라를 여행하면서 그 나라에 영향을 끼치는 캐릭터.
리쿠 (陸, Riku)
성우 - 오오츠카 호우츄
시즈의 애견. 시즈를 주인님으로 모시며 같이 돌아다니고 있다. 에르메스와는 충돌하는 관계. 말을 할 수 있다.
티 (ティー, tii)
성우 - 노토 마미코
원래 이름은 티후아나 (멕시코 북서부의 도시에서 유래). 8권의 배의 나라에서 만나게 되었다가 우연히 시즈와 함께 동행하게 된다.
스승 (이름 불명)
성우 - 과거·와타나베 아케노/현재·미도리 쥰코
정체가 베일에 싸여있는 사람. 키노에게 현재의 자리로 설 수 있도록 도운 사람이다. 과거의 젊은 모습으로 등장하기도 한다.
제자 (이름 불명)
키가 조금 작은편인 미남. 패스에이더를 수리할 수 있다는 이유로 과거의 스승의 여행 파트너가 될 수 있었다. 2권에서 패스에이더 수리공으로 등장한다.
여행자 키노
'어른의 나라'에서 현재의 키노 대신 죽고, 그녀에게 여행을 시작할 수 있는 계기가 되어준 인물. 주인공 키노의 원래 이름은 키노가 아니었지만, 이 인물을 만난 이후 이름을 개명하게 된다.
포토
12권에 첫 등장하고 15, 16권에 재등장하였다.
소
포토의 친구 오토바이. 포토와 소의 관계는 키노와 에르메스의 관계와 비슷하다.

## 후기
키노의 여행은 작가의 독특한 후기로 유명하다. (앨리슨, 리리아와 트레이즈도 마찬가지) 본문보다 후기를 기대하는 사람이 있을 정도이다. 자세한 특징은 아래와 같다.
- 2권: 키노의 여행을 약의 설명처럼 판매.
- 3권: 1권의 프롤로그의 패러디.
- 4권: 키노의 여행을 '총 454권'으로 기획하였다고 공언. (이 설정은 이후에 학원 키노와 멕과 셀론 후기 등에서 활용되고 있다.)
- 5권: '자칭 키노'의 인터뷰.
- 6권: 문제 출제.
- 7권: 컬러로 인쇄되었으며, 후기가 책 첫머리에 있음.
- 8권: 책 뒤에 으레 붙는 판권 및 광고 정보를 패러디해서 후기로 만듦.
- 9권: 추가 후기가 표지 안쪽면에 있음.
- 10권: 후기가 이야기 중 하나로 끼어 있음. 제목 - '이런 곳에 있는 나라'
- 11권: 후기가 2개. 표지의 날개에 인쇄된 것과, 어떤 에피소드가 끝난 다음에 붙어 있는 것이 있다. 시리즈 중 최초로 그림 담당 쿠로보시 코하쿠의 후기도 들어감.
- 12권: 소설 제작 과정을 설명

## 출판된 목록

### 소설
| 키노의 여행 시리즈 | 키노의 여행 시리즈                      | 일본 발매일      | 대한민국 발매일  | ISBN 코드              |
| ------------------ | --------------------------------------- | ---------------- | ---------------- | ---------------------- |
| 1                  | 키노의 여행 -the Beautiful World-       | 2000년 7월 25일  | 2002년 10월 15일 | ISBN 978-89-528-8045-1 |
| 2                  | 키노의 여행 II -the Beautiful World-    | 2000년 10월 25일 | 2003년 1월 15일  | ISBN 978-89-528-8046-8 |
| 3                  | 키노의 여행 III -the Beautiful World-   | 2001년 1월 25일  | 2003년 4월 15일  | ISBN 978-89-528-5944-0 |
| 4                  | 키노의 여행 IV-the Beautiful World-     | 2001년 7월 25일  | 2003년 6월 15일  | ISBN 978-89-528-6211-2 |
| 5                  | 키노의 여행 V -the Beautiful World-     | 2002년 1월 25일  | 2003년 10월 15일 | ISBN 978-89-528-6741-4 |
| 6                  | 키노의 여행 VI -the Beautiful World-    | 2002년 8월 25일  | 2004년 2월 15일  | ISBN 978-89-528-7348-4 |
| 7                  | 키노의 여행 VII -the Beautiful World-   | 2003년 6월 25일  | 2004년 7월 15일  | ISBN 978-89-528-7908-0 |
| 8                  | 키노의 여행 VIII -the Beautiful World-  | 2004년 10월 25일 | 2005년 7월 15일  | ISBN 978-89-528-9765-7 |
| 9                  | 키노의 여행 IX -the Beautiful World-    | 2005년 10월 25일 | 2006년 2월 15일  | ISBN 978-89-596-3659-4 |
| 10                 | 키노의 여행 X -the Beautiful World-     | 2006년 10월 25일 | 2007년 8월 15일  | ISBN 978-89-252-1790-1 |
| 11                 | 키노의 여행 XI -the Beautiful World-    | 2007년 10월 25일 | 2008년 8월 15일  | ISBN 978-89-252-3266-9 |
| 12                 | 키노의 여행 XII -the Beautiful World-   | 2008년 10월 10일 | 2009년 6월 15일  | ISBN 978-89-252-4676-5 |
| 13                 | 키노의 여행 XIII - the Beautiful World- | 2009년 10월 10일 | 2010년 4월 15일  | ISBN 978-89-252-6098-3 |
| 14                 | 키노의 여행 XIV - the Beautiful World-  | 2010년 10월 10일 | 2011년 4월 15일  | ISBN 978-89-252-7625-0 |
| 15                 | 키노의 여행 XV - the Beautiful World-   | 2011년 10월 10일 |                  |                        |
| 16                 | 키노의 여행 XVI - the Beautiful World-  | 2012년 10월 10일 |                  |                        |
| 학원 키노 시리즈   | 학원 키노 시리즈                        | 일본 발매일      | 대한민국 발매일  | ISBN 코드              |
| 1                  | 학원 키노                               | 2006년 7월 25일  | 2007년 5월 15일  | ISBN 978-89-252-1368-2 |
| 2                  | 학원 키노 ②                             | 2007년 7월 25일  | 2008년 5월 15일  | ISBN 978-89-252-2885-3 |
| 3                  | 학원 키노 ③                             | 2009년 6월 10일  | 2009년 11월 15일 | ISBN 978-89-252-5391-6 |
| 4                  | 학원 키노 ④                             | 2010년 7월 10일  | 2010년 12월 15일 | ISBN 978-89-252-7250-4 |
| 4                  | 학원 키노 ⑤                             | 2011년 7월 10일  |                  |                        |

### 비주얼 노벨
일종의 그림책이다.
- 《기억의 나라 -Their Memories-》 (일본 2003년 12월 3일 발매, 음악CD함께 들어있음, 음악과 함께 읽는 책이라고 함)
- 《여행자의 이야기 -You-》 (일본 2005년 3월 30일 발매, 한정판에는 키노의 여행 극장판 DVD가 함께 들어있음)
- 《내 나라 -Own Will-》 (일본 2007년 12월 25일 발매)

### 게임
- 키노의 여행 I -the Beautiful World- (일본 2003년 7월 17일 PS2)
- 키노의 여행 II -the Beautiful World- (일본 2005년 12월 PS2)

### 화보집
- The Beautiful World (쿠로보시 코하쿠 작, 일본에만 출시됨)

### 애니메이션
- TV 시리즈
  - 0화 : 탑의 나라
  - 1화 : 남의 아픔을 아는 나라(1-1)
  - 2화 : 인간을 먹은 이야기(2-1)
  - 3화 : 예언의 나라(5-7) + 전통 + 슬픈 나라 + 하늘 가득한 별 아래에서 (p,e)
  - 4화 : 붉은 바다 한가운데에서(4-p,e) + 어른의 나라 (1-5)
  - 5화 : 레일 위의 세 남자(1-3) + 일하지 않아도 되는 나라(4-5) + 다수결의 나라 (1-2)
  - 6화 : 콜로세움 (전편) (1-4)
  - 7화 : 콜로세움 (후편) (1-4)
  - 8화 : 마법사의 나라 (2-3)
  - 9화 : 전차 이야기 (6-c3,p) + 책의 나라 (2-6,수정됨)
  - 10화 : 기계인형의 이야기(3-4)
  - 11화 : 그녀의 여행 (6) + 현자의 이야기
  - 12화 : 평화로운 나라
  - 13화 : 친절한 나라 (2-8)
- 극장판
  - 키노의 여행: 무언가를 하기 위해서 -life goes on.- (2005년 개봉)
  - 키노의 여행: 병의 나라 -for you- (2007년 4월 전격문고 무비 페스티벌에서 개봉)
- 애니메이션 정보
  - 감독 : 나카무라 류타로

#### 주제가
- 오프닝 테마: 〈all the way〉시모카와 미쿠니
- 테레비아니메판 엔딩 테마 : 〈the Beautiful World〉마에다 아이
- 극장판 제1탄 엔딩 테마 : 〈시작의 날〉마에다 아이
- 극장판 제2탄 엔딩 테마 : 〈Bird〉시모카와 미쿠니

### 드라마 CD
- 키노의 여행 - the beautiful world - (총 6개의 이야기가 드라마CD화되어 있으며 애니 성우와는 다른 성우가 목소리를 맡았음, 또한 단편소설이 하나 들어있음)

### 음악 CD
- 키노의 여행 OP테마 - 시모카와 미쿠니
- 키노의 여행 ED테마 - 마에다 아이
- PS2 키노의 여행 - the beautiful world - 사운드 콜렉션 (일본에만 출시, 2003년, PS2게임인 키노의 여행의 OST를 담음)

## 같이 보기
- NT 노벨
- 앨리슨
- 리리아와 트레이즈

## 참고
1. ↑  뉴타입 한국판 2005년 6월호, 71p.